# Empelathra choria
Empelathra choria är en fjärilsart som beskrevs av William Schaus 1906. Empelathra choria ingår i släktet Empelathra och familjen nattflyn. Inga underarter finns listade i Catalogue of Life.